# Státní úřad pro jadernou bezpečnost

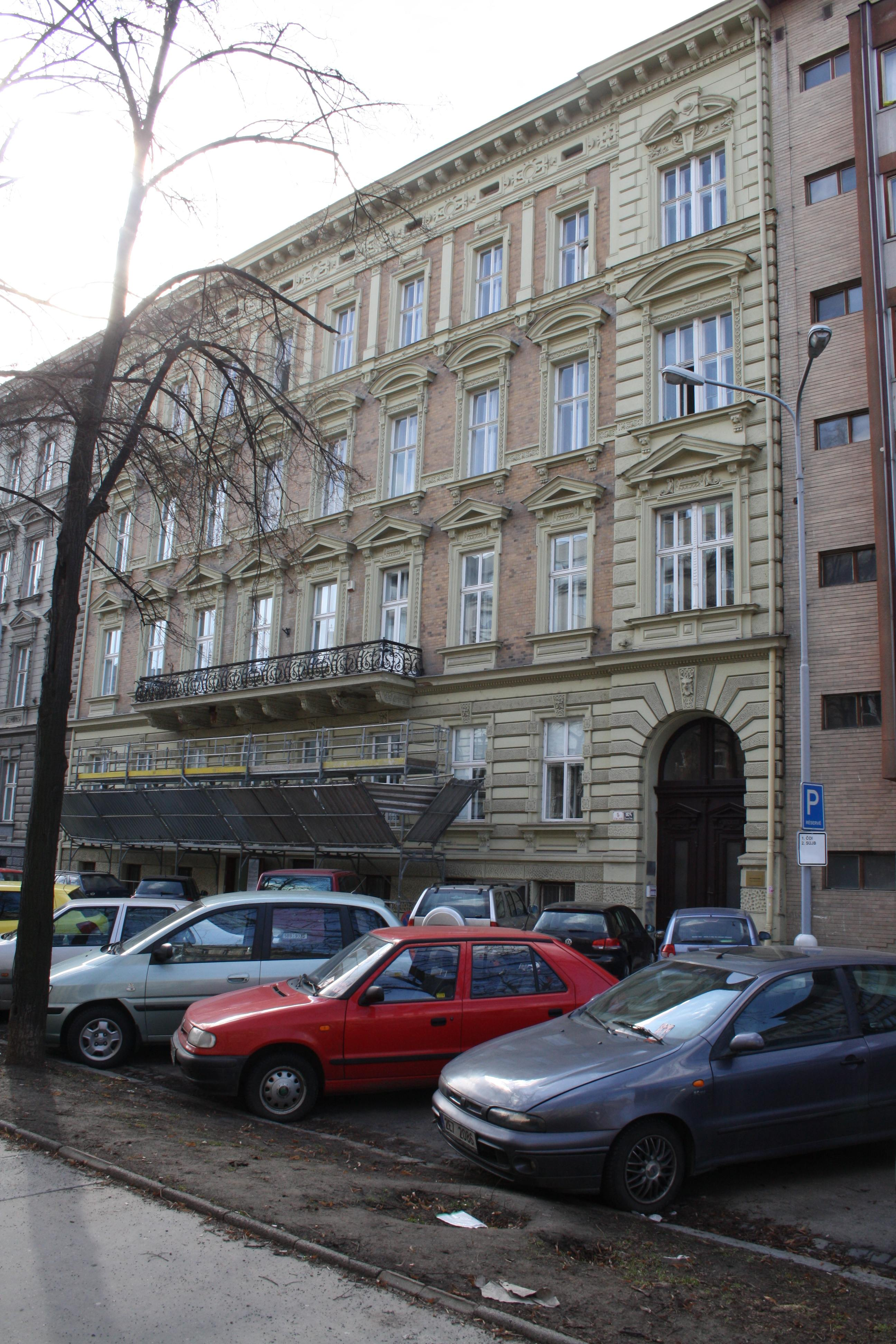
Budova úřadu v Brně

Státní úřad pro jadernou bezpečnost (SÚJB) je ústředním orgánem státní správy České republiky, vykonává státní správu při využívání jaderné energie a ionizujícího záření a v oblasti nešíření jaderných, chemických a biologických zbraní. SÚJB byl zřízen 1. ledna 1993 zákonem č. 21/1993 Sb., kterým byl změněn a doplněn kompetenční zákon č. 2/1969 Sb., o zřízení ministerstev a jiných ústředních orgánů státní správy České socialistické republiky, ve znění pozdějších předpisů.
SÚJB disponuje vlastním rozpočtem a je přímo podřízen vládě České republiky. Sídlí na Senovážném náměstí v Praze.

## Vedení SÚJB
V čele stojí předseda, kterého jmenuje i odvolává vláda České republiky.
- Ján Štuller (7. ledna 1993 – 30. června 1999) – odvolán na vlastní žádost
- Dana Drábová (1. listopadu 1999 – dosud)

## Struktura SÚJB
V souladu s věcným zaměřením a vykonávanými činnostmi je SÚJB členěn na 3 úseky:
- Úsek jaderné bezpečnosti
- Úsek radiační ochrany
- Úsek řízení a technické podpory

Regionální centra:
- Praha
- Plzeň
- České Budějovice
- Ústí nad Labem
- Hradec Králové
- Brno
- Kamenná
- Ostrava

Lokalitní pracoviště
- Temelín
- Dukovany

Spolupracující ústavy:
- Státní ústav radiační ochrany (SÚRO)
- Státní ústav jaderné, chemické a biologické ochrany (SÚJCHBO)